# Руденківська сільська громада
Руденківська сільська громада — колишня об'єднана територіальна громада в Україні, в Новосанжарському районі Полтавської області. Адміністративний центр — село Руденківка.
Площа громади — 103,55 км², населення — 3899 мешканців (2018).
Утворена 1 червня 2017 року шляхом об'єднання Великосолонцівської, Клюсівської та Руденківської сільських рад Новосанжарського району.
12 червня 2020 року громада була ліквідована і увійшла до Новосанжарської селищної громади.

## Населені пункти
До складу громади входили 7 сіл: Великі Солонці, Дубина, Клюсівка, Мар'янівка, Пологи-Низ, Пудлівка та Руденківка.